# Indian Wells Tennis Garden
Indian Wells Tennis Garden er et tennis-anlæg i Indian Wells, nær Palm Springs, Californien i Coachella dalen. Det største af stadionerne; Stadium 1 har plads til 16.100 tilskuere, og er den næststørste udendørs tennisarena i Verden, kun overgået af Arthur Ashe Stadium ved US Open. Underlaget er Hardcourt (Plexipave). Anlægget er hvert år, i starten af marts, hjemsted for tennisturneringen med sponsor-navnet BNP Paribas Open (tidligere Pacific Life Open). Turneringen har deltagelse af både mændenes ATP World Tour og kvindernes WTA Tour. Turneringen rangeres på niveauet lige under de fire Grand Slams.
| Sport | Spire Denne artikel om sport er en spire som bør udbygges. Du er velkommen til at hjælpe Wikipedia ved at udvide den. |

33°43′26.72″N 116°18′20.17″V / 33.7240889°N 116.3056028°V